# 猴痘
是一種由猴痘病毒（正痘病毒属）引起的人畜共通傳染病，主要由齧齒動物和靈長動物傳播給人。感染猴痘的早期症狀包括發燒、頭痛、肌肉疼痛、淋巴結腫大、發冷和疲倦，其後身上出現類似水泡的皮疹並癒合；有些患者會先出現皮疹，或者只出現皮疹。潛伏期通常为7至14天，但也可能为5至21天；症狀持續時間通常為2至4週。致死率從0%到11%不等，絕大多數患者能康復。
猴痘病毒为痘病毒科正痘病毒属一员，天花病毒、痘苗病毒和牛痘病毒也属于正痘病毒。猴痘的人畜傳播途徑包括直接接觸受感染動物的體液或病變部位、食用受感染動物的肉、被動物抓傷或咬傷、接觸受污染的物體等；人與人之間的傳播較少見，主要是透過呼吸道大飛沫傳播，亦可透過體液傳播。診斷方式為檢測病變部位的病毒DNA。
目前沒有專門針對猴痘的治療方法獲得批准，但一些針對天花的抗病毒藥物可能對猴痘具有療效。此外，天花疫苗也可以预防猴痘以及減輕病症，有效率达85%。其他預防措施包括勤洗手、避免接觸患病的人或動物
該病毒有兩個不同的進化枝——進化枝I（具有子進化枝Ia和Ib）和進化枝II（具有子進化枝IIa和IIb）。猴痘的第一例人類病例發生在1970年的剛果民主共和國，自從1980年消滅天花後，中非、東非和西非開始有進化枝I和進化枝II的零星案例，非洲平均每年發現幾千例病例，但在非洲以外地區很少發現。2022-2023年猴痘爆發標誌著非洲以外地區首次發生廣泛的社區傳播，100多國均有病例，該輪疫情由進化枝IIb毒株引發。2022年7月，世界衛生組織宣布猴痘疫情構成國際關注的突發公共衛生事件（PHEIC），隨著疫情受控，世衛組織在2023年5月解除了這一狀態。
2023年，剛果民主共和國爆發了新的Ib病毒株所引發的疫情，該病毒株是進化枝I的變異株。截至2024年8月，該變種已傳播到幾個非洲國家，其死亡率和重症率比2022年的II型病毒株更高。2024年8月14日，世界衛生組織宣佈此次疫情為國際關注的突發公共衛生事件。

## 命名
1958年，一群從新加坡進口到丹麥一所研究小兒麻痺症疫苗的實驗室裡圈養的食蟹猴爆發水疱病，是人類首次發現猴痘病毒，因此得名。猴痘病毒的天然宿主尚未確定，但最有可能的是囓齒類動物。
2022年11月28日，世界衛生組織宣佈將“猴痘”英文名稱改為「mpox」，為免污名化，並於一年後逐佈淘汰「monkeypox」一詞，而对该疾病的中文名则未见改动。中華民國衛生福利部于2024年1月19日宣布将“猴痘”中文名改为“M痘”，并于2月1日生效。此外需注意的是，由于病毒名称为国际病毒分类委员会负责，病毒学名（猴痘病毒）并未随之更名为。
在可感染人類的兩種猴痘病毒中，西非類型引發的病症比中非（剛果盆地）類型的更輕。患上猴痘的症狀與天花非常相似，但較爲輕微。但一些公共衛生組織和科學家的認為以地名命名阻礙了遏制該疾病的努力，因此猴痘病毒的亞型於2022年8月重新命名，先前稱為「剛果盆地（中非）」的分支更名為進化枝I，而先前稱為「西非」的進化枝更名為進化枝II。

## 病徵

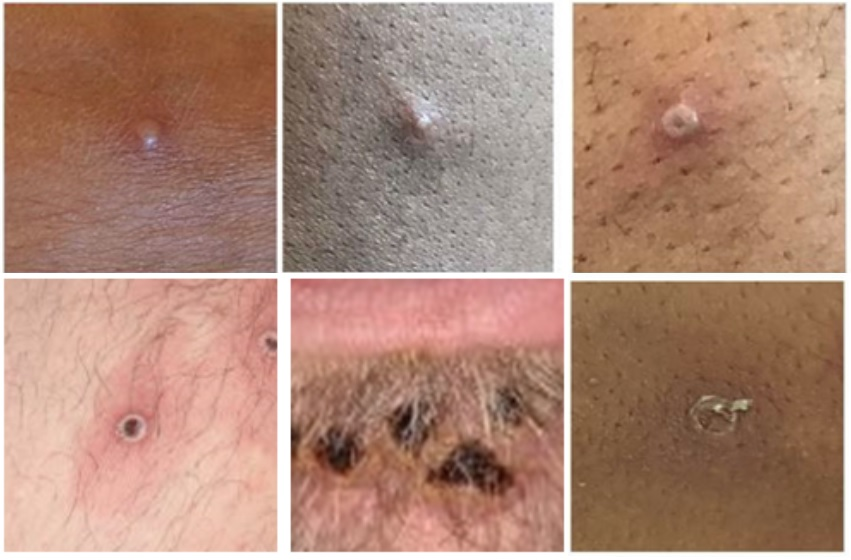
猴痘病變發展的階段

猴痘的入侵期（持续0-5天）早期症状包括头痛、肌肉疼痛、发热和疲劳。猴痘的早期病徵可能類似於水痘、麻疹和天花，但淋巴結腫大是猴痘的特有病徵。皮疹通常在發熱後1至3天內出現，往往較集中於面部和四肢，而非軀幹上。2022年猴痘爆發中的許多病例出現了生殖器和肛周病變、發燒、淋巴結腫大和吞嚥疼痛的症狀。
皮疹可出現於面部（95%的病例）、手掌和脚掌（75%），也可波及口腔粘膜（70%）、生殖器（30%）、结膜（20%）以及角膜。皮疹從斑疹（底部平坦的病變）依次演變為丘疹（微凸的堅硬病變）、水泡（充滿透明液體的病變）、膿疱（充滿淡黃色液體的病變）直到結痂並脫落。病變的數量從幾個到幾千個不等；在嚴重的情況下，病變會合併，直到大部分皮膚脫落。
病變組織在人體各個部位的發展是同步的，其外觀與天花的皮疹相同。皮疹通常於十天後結痂並留下疤痕，較嚴重者可能持續2至4周。病變癒合後可能會留下白斑，然後變成深色疤痕。
猴痘分两个演化支，分别为刚果盆地（中非）支和西非支，地理分布、严重程度、传染特征区别都很大。前者致死率高达10%，可人传人；后者致死率不足1%，直到2022年猴痘爆发才发现人传人的情况。
猴痘的潜伏期通常为7至14天，但也可能为5至21天。猴痘的病徵持續14至21天。

## 傳播

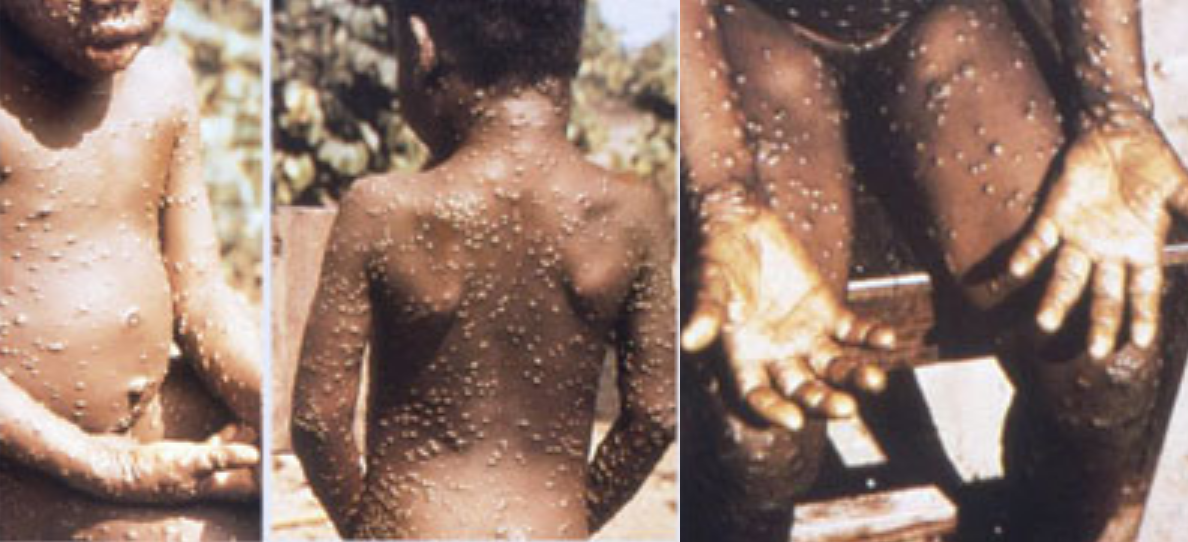
皮疹是猴痘的一種臨床症狀

猴痘病毒透過皮膚傷口（即使不可見）、呼吸道或粘膜（眼睛、鼻子或嘴巴）進入人體。

### 人畜傳播
非洲有記錄表明，直接接觸受感染動物的血液、體液或皮膚或黏膜損傷，便可能造成動物對人的傳播；不当食用此类动物也可能是病毒向人类传播的一个重要来源；而居住在森林或附近地區的人亦可能間接或低水平地接觸受感染的動物。

### 人際傳播
人與人之間的傳播主要透過直接接觸感染者的體液（例如与感染者进行性行为）、皮肤（如拥抱、亲吻）或被污染的物體（如床上用品或衣服）傳播。此外亦有母嬰感染和醫療照顧相關感染的記錄。虽然飞沫中亦能检出病毒，但通过呼吸道传染的可能性非常低。
《新英格蘭醫學期刊》于2022年發表的研究指出，有98%的猴痘確診者均為男同性恋或雙性戀男性，有95%的病例經由性行為傳播。世衛組織7月27日表示，與男性發生性關係的男性是目前感染風險最高的群組，絕大部分病例均是男性。秘書長譚德塞表示，保護自己免於猴痘感染的最佳方法，是「降低接觸風險」。

## 病原體

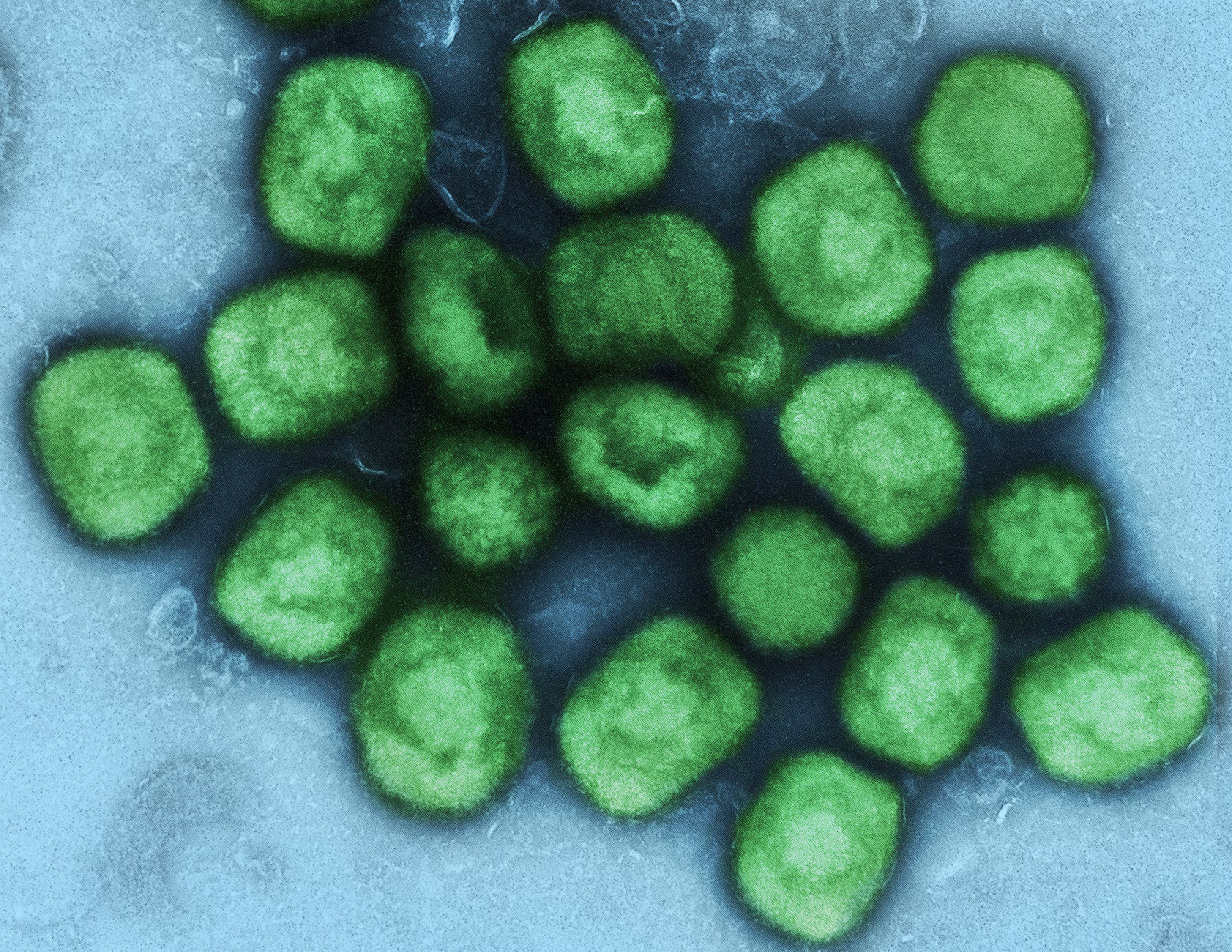
从细胞培养中，培养和纯化的猴痘病毒颗粒（绿色）的彩色透射电子显微镜照片。图片摄于美国的马里兰州德里克堡的NIAID综合研究设施（IRF）。

猴痘是由猴痘病毒引起。它是一種有包膜的雙鏈DNA病毒，屬於痘病毒科的正痘病毒属（包括牛痘病毒、天花病毒等痘病毒）。基因組測序鑑定了兩個系統發育不同的猴痘病毒進化枝——剛果盆地（中非）進化支和西非進化支，前者通常導致更嚴重的疾病、更高的死亡率和更頻繁的人際傳播。

### 宿主
虽然猴痘病毒有许多自然宿主，但确切的猴痘病毒宿主（主要疾病攜帶者）仍然未知和病毒在自然界中的传播方式仍有待进一步研究。
該病毒於1958年從研究用的猴子身上首次被發現，因此該病被命名為「猴痘」，不過此名稱屬於用詞不當。據信，非洲囓齒類動物是猴痘病毒的傳播者。在自然界中已知可攜帶該病毒的物種包括冈比亚袋鼠（Cricetomys gambianus）、睡鼠、非洲松鼠（太陽松鼠属和非洲松鼠屬）等囓齒類動物以及猴子等靈長類動物。
猴痘病毒的自然史仍存在不確定性，需要進一步研究以確定其確切的宿主以及該病毒如何在自然界中維持循環。

## 診斷
必須考慮的臨床鑑別診斷包括其他皮疹疾病，如天花（儘管已被消滅）、水痘、麻疹、細菌性皮膚感染、疥瘡、梅毒和藥物過敏。在發病初期出現淋巴結病可能是一個臨床特徵，可用以區別猴痘與天花。猴痘只能由實驗室確診，需要在專業實驗室中通過一些不同的檢測方法測定病毒。
皮膚損傷樣本的聚合酶鏈式反應（PCR）測試是首選的實驗室測試。由於病毒不會在血液中停留很長時間，PCR血液檢測通常無法得出結論。如要解釋測試結果，需要發熱日期、皮疹發作日期、樣本採集日期、皮疹當前階段和患者年齡等資訊。

## 預防

### 疫苗
目前，已有4种疫苗被批准用于预防猴痘。它们最初都是用来预防天花的。
- 由巴伐利亚北欧公司生产的 MVA-BN（市场名为Jynneos，Imvaune或Imvanex）。在欧洲、美国和加拿大获得用于预防天花的许可证。

- KMB生物制品（日本）有限公司的LC16在日本使用[44]。

- 在俄罗斯获得使用许可并由俄罗斯国家病毒学与生物技术研究中心生产的OrthopoxVac[45]。

- ACAM2000（英语：ACAM2000），由Emergent BioSolutions生产。2024年8月批准在美国用于预防天花[46][47]。

据报道，国药集团中国生物上海生物制品研究所的MVA株猴痘减毒活疫苗与复制缺陷型猴痘疫苗已获批临床试验。

### 其他方式
民眾可以採取多種措施來預防感染猴痘病毒：
- 避免接觸可能攜帶病毒的動物（包括在猴痘發生地區生病或被發現死亡的動物）
- 避免接觸與生病動物接觸過的任何材料（例如被褥）
- 將受感染的患者與可能有感染風險的其他人隔離開來
- 與受感染的動物或人類接觸後保持良好的手部衛生（例如用肥皂和水洗手或使用含酒精的洗手液）
- 照顧患者時使用個人防護裝備 (PPE)
- 减少不安全性行为

雖然過去已證明，接種天花疫苗可預防猴痘，有效率為85%，但在全球消滅天花後，天花疫苗已不再供一般公眾使用。以前接種過天花疫苗可能會減輕猴痘病症。
世界衛生組織指出，提高對風險因素的認識並教育人們可以採取哪些措施來減少接觸病毒是猴痘的主要預防策略。

## 治療
在欧盟和美国，替韦立马被批准用于治疗包括猴痘在内的几种痘病毒。然而，一项在刚果民主共和国的临床试验表明，替韦立马无助于减少猴痘患者的死亡率或疾病持续时间。此外，在一项个案研究中，一名48岁的艾滋病患者在感染猴痘并使用替韦立马治疗2周未见好转后，使用西多福韦治疗后好转出院。此外，西多福韦的前药布林西多福韦，由于其较低的肾毒性，以及痘苗免疫球蛋白（VIG）和三氟胸苷滴眼液也被用于治疗部份患者。

## 流行病學

猴痘病毒全球傳播地圖
西非演化支地方性流行
中非演化支地方性流行
兩種演化支同時存在
2022年西非演化支爆發

### 非洲首發疫情
首宗人類猴痘病例發現於1970年的非洲剛果民主共和國（當時名爲薩伊共和國）赤道地區，患者是一名9歲男童，當時該國已在9個月前根除天花。
自1981年至1986年，世界衛生組織在剛果民主共和國的監測中記錄了338例人類確診病例和33例死亡病例（致死率約9.8%）。1996至1997年，剛果民主共和國東開賽地區報告了有史以來最大規模的猴痘爆發，經過後續調查共發現了511例人類病例。剛果盆地疾病分支在剛果民主共和國仍然流行，致死率很高。
猴痘病毒的另一個進化支出現在西非，致死率低於1%，但沒有記錄到此進化支的人際傳播，直至2022年猴痘爆發。
此後，中非及西非的熱帶雨林地區出現散發性流行，大型爆發主要集中於剛果民主共和國。2011年至2014年間，當地每年報告約2000例病例。現被認爲是風土病。

### 2003年美國疫情
非洲以外地區首度出現人類病例是在2003年春季時的美國，感染源是從西非加納運往美國德克薩斯州的囓齒動物，運抵後與當地的土撥鼠同住，人類接觸受感染的土撥鼠後染病。此次疫情導致美國出現70多例猴痘病例。

### 2017–2019年尼日利亞疫情
2017年9月，尼日利亚爆发了当地40年以来规模最大的猴痘疫情，有311例疑似病例和132例確診病例。

### 2018年英国病例
2018年9月，英国出现了首例猴痘病例。此人是一名尼日利亚国民，据信在前往英国之前在尼日利亚感染了猴痘。英格兰公共卫生局称，此人在被转移到皇家自由医院的专门传染病科之前，曾住在康沃尔的一个海军基地。英格兰公共卫生局在跟踪与患者有过密切接触的人，以提供建议并在必要时对其进行监测。2018年9月11日，黑池镇确诊了第二例病例，同月26日确诊第三例，是照顾黑池镇病例的一名医务工作者。第四起病例于2019年12月3日出现在西南英格兰，患者从尼日利亚前往英国。

### 2019年新加坡病例
2019年5月8日，一名来自尼日利亚的38岁男子被确认为该国首例猴痘患者后，在新加坡国家传染病中心的隔离病房住院治疗。共有22人被隔离。该病例可能与尼日利亚正在爆发的疫情有关。

### 2022-2023年全球疫情
2022年5月，英國發現多個病例，證實猴痘病毒持續爆發。5月6日首例確診，該人士曾到訪尼日利亞（猴痘流行地區）。從5月18日起，越來越多的國家和地區報告了病例，主要是在歐洲，亦出現於北美洲和南美洲、亞洲、非洲和澳大利亞。截至2023年3月8日，已確診86,391例病例。

### 2023-2024年全球疫情
2023年，刚果民主共和国报告14,626例猴痘疑似病例，其中654例死亡，病死率为4.5%。2024年前九周，刚果民主共和国报告3,576例猴痘疑似病例和265例死亡，预计病死率为 7.4%。
2024年3月，疫情蔓延至邻国刚果共和国，该国已报告43例病例。至8月初，疫情进一步蔓延到非洲中南部，布隆迪、卢旺达、乌干达、肯尼亚、科特迪瓦和南非报告了I型和II型猴痘菌株病例。
2024年8月14日，世卫组织召開緊急委員會會議，宣布非洲新发展的猴痘疫情为国际关注的突发公共卫生事件。这是世卫组织三年内第二次将猴痘疫情列为国际关注的突发公共卫生事件。8月14日，一名66岁欧洲男子抵达曼谷，翌日出现猴痘病征并入院，证实感染「分支1b」猴痘变异株，是亚洲首例。这个变种病毒，不仅可以通过动物传播，还可以通过人体分泌物传播，例如呼吸道飞沫、皮疹和受污染的物品 。8月15日，瑞典报告首例I型猴痘病例，这是本轮疫情以来非洲大陆以外首次有报告。

### 2024年馬來西亞疫情
馬來西亞首宗猴痘疫情發生在公元2024年9月，